# Dommary-Baroncourt
 Dommary-Baroncourt  là một xã thuộc tỉnh Meuse trong vùng Grand Est đông nam nước Pháp. Xã này nằm ở khu vực có độ cao trung bình 240 mét trên mực nước biển.
Sông Othain chảy theo hướng tây bắc qua thị trấn.